# Edmond Biernat
Pour les articles homonymes, voir Biernat.
Edmond Biernat est un footballeur français né le 22 mars 1939 à Monceau-le-Neuf-et-Faucouzy (Aisne) et mort le 16 février 2016 à Melun (Seine-et-Marne). Il évoluait au poste d'attaquant.

## Carrière de joueur
- 1957-1960 : Stade de Reims (8 matchs, 5 buts)
- 1960-1963 : FC Nancy
- 1963-1966 : RC Strasbourg
- 1966-1967 : Stade Français[2]

## Palmarès
- Champion de France de Division 1 en 1958 et 1960 avec le Stade de Reims